# Carlo Alberto Pizzini
Carlo Alberto Pizzini (Rome, 22 maart 1905 – aldaar, 8 september 1981) was een Italiaans componist, muziekpedagoog en dirigent.

## Levensloop
Pizzini wisselde van een aanvankelijk technische studie naar de muziekstudie aan de Accademia Nazionale di Santa Cecilia te Rome bij Cesare Dobici en Ottorino Respighi. Tijdens zijn studie werd hij bekend met Pietro Mascagni, die hem aanmoedigde in zijn muziekstudie. In 1922 publiceerde hij een Ave Maria en een Tarantella voor orkest. Al tijdens zijn studie werd hij dirigent van het orkest van het Istituto Tecnico "Leonardo da Vinci" en van het orkest van het Liceo Ginnasio "Torquato Tasso". Hiermee gaf hij concerten voor de muzikale opvoeding van de middelbare school-studenten tot 1930. In 1930 verliet Ottorino Respighi het conservatorium en Pizzini concentreerde zich op zijn compositie-studie bij Cesare Dobici. In 1930 schreef hij een Sarabanda per archi en een Scherzo in stile Classico. Het volgden Il Poema delle Dolomiti (1931-1932) in die hij zijn bewondering voor de Noord-Italiaanse bergen wereld muzikaal uitdrukte en in die hij de vorm van de symfonische gedichten van Respighi omzette en Strapaese (1932).
In 1934 huwde hij met harpiste Julia Boats en in 1936 werd het dochtertje Cecilia geboren en in 1946 de zoon Claudio.
Tijdens de Tweede Wereldoorlog verhuisde de familie uit het geliefde Rome naar Turijn. Sinds 1923 behoorde hij de Società Italiana degli Autori ed Editori (S.I.A.E.) aan en werd in 1954 tot “Socio per chiara fama”, een soort belangrijk of ere-lid benoemd. Binnen deze federatie behoorde hij tot de technische commissie en tot de opera-commissie. In 1942 werd hij lid van de Accademia di Santa Cecilia en was met 37 jaar het jongste lid. In 1973 werd hij tot tweede voorzitter van dit prestigieuze instituut gekozen. In 1966 werd hij lid van de Accademia Filarmonica di Bologna.
In 1945 werd hij muziek-redacteur bij de openbare Italiaanse omroep Radiotelevisione Italiana (R.A.I.). In deze functie had hij uitgebreide uitwisseling met het buitenland en hij werd onderscheiden met benoemingen in verschillende buitenlandse orden, zoals met het Franse Legioen van Eer (1949), het Duitse Orde van Verdienste van de Bondsrepubliek Duitsland (1955), het Ordine di San Gregorio (Vaticaanstad), de Souvereine Militaire Hospitaal Orde van Sint Jan van Jeruzalem, van Rhodos en van Malta en de Cavaliere di Gran Croce Ordine al Merito della Repubblica Italiana (Italië). Als dirigent kreeg hij regelmatig uitnodigingen van verschillende orkesten en instellingen, bijvoorbeeld van het Orchestra Sinfonica Nazionale della R.A.I. in Rome, Turijn en Milaan, in Wenen, in Brussel, in Montreal, in Parijs, Duitsland, in Monaco, in Tokio, in Athene en Thessaloniki, in Jeruzalem, in Lugano en in Genève.
Hij was ook een veelgevraagd jurylid bij internationale wedstrijden in Genève, Internationale Zangwedstrijd "Francisco Vinas" in Barcelona, de Internationale wedstrijd voor jonge operazangers te Sofia en de Internationale Pjotr Iljitsj Tsjaikovski wedstrijd te Moskou.
In 1949 werd hij door Don Lorenzo Perosi (oprichter van het koor van de Sixtijnse Kapel) uitgenodigd voor de "Commissie voor gewijde muziek in het Heilig Jaar 1950". Aan hem was ook de organisatie van concerten opgedragen door het Symfonie orkest van de R.A.I. te Rome in de "Aula della Benedizione" in het Vaticaan.
Als componist schreef hij voor bijna alle genres (kamermuziek, koor, harmonieorkest, voor de radio, film, televisie, theater etc.). Naast de bovengenoemde werken zijn te vermelden Al Piemonte (Trittico Sinfonico - symfonische drieluik), Andante, voor strijkorkest en orgel, Concierto Para Tres Hermanas, voor gitaar en orkest, Grotte di Postumia (Divertimento in forma di Tema con variazioni), In Te Domine speravi (Affresco Sinfonico - symfonisch fresco), Ouverture Athene (1959), voor orkest, Pane Nostro - Ons brood, symfonische suite, Suite Infantile (voor piano) en het oratorium Ricordi del Futuro.

## Composities

### Werken voor orkest
- 1922 Tarantella voor orkest
- 1922 Triana, voor klein orkest
- 1925 Tramonto al Pincio, symfonisch gedicht voor orkest
- 1930 Sarabanda per archi (omaggio a Corelli), voor strijkorkest
- 1930 Scherzo in istile classico, voor orkest
- 1931-1932 Il Poema delle Dolomiti, symfonisch gedicht
  1. Risveglio nel sole
  2. Praterie fiorite
  3. Il lago di Carezza
  4. Tofàne eroiche
- 1932 Strapaese (Impressies van de waarheid), een studie van de landelijke omgeving Lazio voor orkest
- 1933 Edilizia, voor orkest
- 1933 Pane nostro, Suite sinfonica
- 1937 L’isola del sogno, voor gemengd koor, jazzorkest, en orkest
- 1939-1940 Al Piemonte, symfonisch drieluik voor orkest
  1. Insegne gloriose
  2. Notturno sulle Alpi
  3. Macchine e cuori (La Fiat)
- 1940 Ecco la radio, voor orkest
- 1941 San Gimignano dalle belle torri, voor orkest
- 1941 Grotte di Postumia, Divertimento voor orkest
  1. Tema
  2. Il duomo
  3. Castello in rovina
  4. I pesci
  5. L' inferno
  6. La posta
  7. Tenda da campo
  8. Madonna col Bambino
  9. Cimitero musulmano
  10. Il nano
  11. Sala da ballo
  12. Duomo gotico
- 1959 Da Sunion ad Atene, voor orkest
- 1959 Ouverture, voor orkest
- 1962 In Te Domine speravi, symfonisch fresco voor orkest
- 1970 Andante, voor strijkorkest, harp en orgel
- 1977 Ouverture per l’"Antigone" di Sofocle, voor orkest

#### Concerten voor instrumenten en orkest
- 1969 Concierto para tres hermanas, voor concertgitaar en orkest

### Werken voor harmonieorkest
- 1931-1932 Il Poema delle Dolomiti, symfonisch gedicht bewerkt voor harmonieorkest door Luigi Rizzola
  1. Risveglio nel sole
  2. Praterie fiorite
  3. Il lago di Carezza
  4. Tofàne eroiche
- 1933 Topolino va soldato, bewerkt voor harmonieorkest door Antonio d’Elia
- 1939-1940 Al Piemonte, symfonisch drieluik, bewerkt voor harmonieorkest door Gert D. Buitenhuis
  1. Insegne gloriose
  2. Notturno sulle Alpi
  3. Macchine e cuori (La Fiat)
- 1941 Grotte di Postumia, Divertimento bewerkt voor harmonieorkest door Alberto Di Miniello (Banda Aeronautica Militare Italiana)
- 1972 Allelujah! (Inno Domenicale), voor kinder-zangstem en harmonieorkest - tekst: Pater Francesco Pellegrino uit "Cinque Canti per la S. Messa" (II Serie)
- Marcia militare di ordinanza della 93° legione m.v.s.n. di Empoli “Il giglio rosso”, voor harmonieorkest

### Missen en andere kerkmuziek
- 1922 Ave Maria
- 1961 Angelo di Dio, motet voor driestemmig kinderkoor en piano
- 1962 Ave Maria, voor driestemmig (kinder-)koor en orgel
- 1966 Cinque canti per la S. Messa (Prima serie), voor zangstem en piano - tekst: Pater Francesco Pellegrino
  1. Il Signore ci dice
  2. Parla o Signore
  3. Di buon frumento
  4. Qual nuova manna
  5. Il Sacrificio mistico
- 1966 Notte santa, kerstlied voor driestemmig kinderkoor, orgel en althobo
- 1966 Padre nostro (Onze Vader), voor zangstem en harmonium
- 1967 Cristo e’ risorto, voor kinderkoor en orgel
- 1972 Cinque canti per la S. Messa (Seconda serie), voor kinder-zangstem en orgel - tekst: Pater Francesco Pellegrino
  1. Stanchi del mondo
  2. Ti ascoltano i servi Tuoi fedeli
  3. E’ Tuo, non nostro
  4. Nascosto dal velo
  5. Allelujah
- 1972 Buona notte all'angelo, voor kinderstemmen en orgel - tekst: Cecilia Genghini
- 1975 Ricordi del Futuro, oratorium voor sopraan, mezzosopraan, tenor, bariton, twee koren, orgel en groot orkest - tekst: van de componist naar Don Agostino Archenti

### Muziektheater

#### Toneelmuziek
- 1928 Dardanio, sprookje in drie handelingen voor kamerorkest op een tekst van Elio Bartolozzi
- 1929 La spada di legno, scenische muziek voor de gelijknamige komedie van Alfredo Vanni
- 1941 L’eroe di Andora, toneelmuziek voor een komedie van Virgilio Marchi
- 1959 Il padre del coccodrillo, muziek voor drie fagotten, contrafagot en pauken voor een verhaal van Giuseppe Zucca

### Werken voor koor
- 1924 Inno al Cerino, hymne voor gemengd koor en orkest
- 1935 Nuvole, voor vrouwenkoor en jazz-orkest

### Vocale muziek
- 1927 Tre canti popolari giapponesi, voor tenor en orkest
  1. Sa-ku-ra
  2. Ko-mo-ri-uta, (ninna nanna)
  3. Ki-gnà-mo-gnà
- 1930 I canti sereni, lyrische suite voor zangstem en piano
  1. Di sera (voor sopraan of tenor)
  2. Ninna nanna (voor sopraan)
  3. Piove (voor tenor)
  4. Sotto il mandorlo in fiore (voor tenor)
- 1965 Grazie, grazie, voor zangstem en piano
- Le case del sole Savoia (inedito e smarrito!), hymne voor zangstem en piano

### Kamermuziek
- 1954 Il colonnello zoppo, muziek voor een verhaal van Arnaldo Vacchini voor althobo, hoorn en hammondorgel

### Werken voor piano
- 1924 Nel giardino settecentesco
- 1924-1935 Suite Infantile
  1. Nel giardino settecentesco (1924)
  2. Il buon Pierino (1934)
  3. Nostalgia alpina (1931)
  4. Topolino va soldato (1933)
  5. Ninna nanna di Natale (1934)
  6. C’era un re che aveva tre figlie (1935)
- 1931 Nostalgia alpina
- 1933 Topolino va soldato
- 1934 "Il buon Pierino" uit de "Suite Infantile"
- 1934 Ninna nanna di Natale
- 1934 Serafino
- 1935 C’era un re che aveva tre figlie, voor piano vierhandig
- 1944 Pagina d’album in fa maggiore
- 1946 Campane

### Werken voor gitaar
- 1972 Capriccio napoletano
- 1972 Improvviso da concerto

### Werken voor de radio
- 1964 Il diavolo scrittore (De duivel schrijver), muziek voor gelijknamige hoorspel van Giuliano Leggeri

### Filmmuziek
- 1933 Pane nostro
- 1940 Ecco la radio voor de film "Eiar"
- 1948 Penne nere